# Emeryville
Emeryville er en by i Alameda County, Californien i USA. Den ligger i en korridor mellem byerne Berkeley og Oakland, ud til San Francisco Bays kyst. Dens nære beliggenhed ved San Francisco, Bay Bridge, University of California, Berkeley og Silicon Valley har været en katalyst for økonomisk vækst i nyere tid. Den er hjemsted for blandt andre virksomhederne Maxis, Pixar og Sendmail. I 2010 havde byen 10.080 indbyggere.